# Helltaler Schlechten
Die Helltaler Schlechten (italienisch Crepe di Val Chiara), auch Große Pyramide genannt, sind ein 2711 m hoher Berg in den Pragser Dolomiten im Südtiroler Naturpark Fanes-Sennes-Prags. Nördlich davon befindet sich der Dürrenstein. Der Aufstieg erfolgt über die Plätzwiese in nordöstliche Richtung oder über Schluderbach kommend, vorbei an der Dürrensteinhütte in nördliche Richtung. Der Gipfel bietet einen 360°-Rundumblick auf viele bekannte Gipfel und Berge, wie etwa die Hohe Gaisl, die Drei Zinnen, den Monte Cristallo oder die Tofana. Sehr beliebt sind die Helltaler Schlechten im Winter für Skitouren oder Schneeschuhwanderungen.